# Campionati europei di slittino 2012
I Campionati europei di slittino 2012, quarantaquattresima edizione della manifestazione organizzata dalla Federazione Internazionale Slittino, si sono tenuti il 25 e il 26 febbraio 2012 a Paramonovo, in Russia, sulla pista omonima; sono state disputate gare in quattro differenti specialità: nel singolo uomini, nel singolo donne, nel doppio e nella prova a squadre.
Questa edizione, per la prima volta nella storia delle rassegne continentali, si è svolta con la modalità della "gara nella gara", contestualmente alla nona e ultima tappa della Coppa del Mondo 2011/12. Nelle edizioni precedenti infatti i campionati si svolgevano con cadenza biennale e separatamente rispetto al circuito di Coppa del Mondo.
Vincitrice del medagliere è stata la nazionale russa, che ha conquistato due titoli con Tat'jana Ivanova nell'individuale femminile e con la squadra composta dalla stessa Ivanova insieme ad Al'bert Demčenko, Vladislav Južakov e Vladimir Machnutin nella gara a squadre; seconda nel medagliere è stata la nazionale tedesca, vincitrice del titolo nel singolo uomini con Andi Langenhan e di sette medaglie sulle dodici assegnate in totale. La gara del doppio è stata invece vinta da Peter Penz e Georg Fischler, rappresentanti della squadra austriaca.

## Risultati

### Singolo uomini
La gara si è svolta il 26 febbraio 2012 nell'arco di due manches e hanno preso parte alla competizione 20 atleti in rappresentanza di 10 differenti nazioni; campione uscente era il russo Al'bert Demčenko, giunto quarto in questa edizione, e il titolo è stato conquistato dal tedesco Andi Langenhan, alla sua prima medaglia continentale di specialità, davanti all'italiano Armin Zöggeler, già campione europeo nel 2004 e nel 2008, e all'altro tedesco Felix Loch, anch'egli per la prima volta sul podio europeo nel singolo. Langenhan ha inoltre stabilito, nella seconda manche, il record della pista con 45"925.
| Pos. | Atleti                | Nazione  | Tempo    | Distacco |
| ---- | --------------------- | -------- | -------- | -------- |
|      | Andi Langenhan        | Germania | 1'31"876 |          |
|      | Armin Zöggeler        | Italia   | 1'31"961 | +0"085   |
|      | Felix Loch            | Germania | 1'32"042 | +0"166   |
| 4    | Al'bert Demčenko      | Russia   | 1'32"184 | +0"308   |
| 5    | David Möller          | Germania | 1'32"243 | +0"367   |
| 6    | Dominik Fischnaller   | Italia   | 1'32"268 | +0"392   |
| 7    | Manuel Pfister        | Austria  | 1'32"393 | +0"517   |
| 8    | David Mair            | Italia   | 1'32"455 | +0"579   |
| 9    | Evgenij Voskresenskij | Russia   | 1'32"491 | +0"615   |
| 10   | Johannes Ludwig       | Germania | 1'32"520 | +0"664   |

### Singolo donne
La gara si è svolta il 25 febbraio 2012 nell'arco di due manches e hanno preso parte alla competizione 17 atlete in rappresentanza di 8 differenti nazioni; campionessa uscente era la russa Tat'jana Ivanova, che ha riconfermato il titolo anche in questa occasione, davanti alle tedesche Tatjana Hüfner, già sul secondo gradino del podio in altre due occasioni, e Corinna Martini, argento nella precedente edizione.
| Pos. | Atleti               | Nazione  | Tempo    | Distacco |
| ---- | -------------------- | -------- | -------- | -------- |
|      | Tat'jana Ivanova     | Russia   | 1'32"262 |          |
|      | Tatjana Hüfner       | Germania | 1'32"497 | +0"235   |
|      | Corinna Martini      | Germania | 1'32"509 | +0"247   |
| 4    | Natalie Geisenberger | Germania | 1'32"533 | +0"271   |
| 5    | Anke Wischnewski     | Germania | 1'32"860 | +0"598   |
| 6    | Sandra Gasparini     | Italia   | 1'33"324 | +1"062   |
| 7    | Natal'ja Choreva     | Russia   | 1'33"643 | +1"381   |
| 8    | Ekaterina Baturina   | Russia   | 1'33"773 | +1"511   |
| 9    | Nina Reithmayer      | Austria  | 1'33"908 | +1"646   |
| 10   | Martina Kocher       | Svizzera | 1'33"965 | +1"703   |

### Doppio
La gara si è disputata il 25 febbraio 2012 nell'arco di due manches e hanno preso parte alla competizione 34 atleti in rappresentanza di 9 differenti nazioni; campioni uscenti erano gli austriaci Andreas Linger e Wolfgang Linger, giunti sesti in questa edizione, e il titolo è stato conquistato dai connazionali Peter Penz e Georg Fischler, alla loro prima medaglia continentale di specialità, davanti ai tedeschi Tobias Wendl e Tobias Arlt, già sul secondo gradino del podio nella precedente edizione, e all'altra coppia tedesca formata da Toni Eggert e Sascha Benecken, anche loro per la prima volta su un podio europeo. Penz e Fischler hanno inoltre stabilito, nella seconda manche, il record della pista con 45"812.
| Pos. | Atleti                                       | Nazione    | Tempo    | Distacco |
| ---- | -------------------------------------------- | ---------- | -------- | -------- |
|      | Peter Penz Georg Fischler                    | Austria    | 1'31"688 |          |
|      | Tobias Wendl Tobias Arlt                     | Germania   | 1'31"837 | +0"149   |
|      | Toni Eggert Sascha Benecken                  | Germania   | 1'31"952 | +0"264   |
| 4    | Christian Oberstolz Patrick Gruber           | Italia     | 1'32"162 | +0"474   |
| 5    | Vladislav Južakov Vladimir Machnutin         | Russia     | 1'32"224 | +0"536   |
| 6    | Andreas Linger Wolfgang Linger               | Austria    | 1'32"386 | +0"698   |
| 7    | Andris Šics Juris Šics                       | Lettonia   | 1'32"448 | +0"760   |
| 8    | Lukáš Brož Antonín Brož                      | Rep. Ceca  | 1'32"976 | +1"288   |
| 9    | Hans Peter Fischnaller Patrick Schwienbacher | Italia     | 1'33"058 | +1"370   |
| 10   | Ján Harniš Branislav Regec                   | Slovacchia | 1'33"126 | +1"438   |

### Gara a squadre
La gara si è disputata il 26 febbraio 2012 e ogni squadra nazionale ha preso parte alla competizione con una sola formazione; nello specifico la prova ha visto la partenza di una "staffetta" composta da un singolarista uomo e uno donna, nonché da un doppio per ognuna delle 6 formazioni in gara, che sono scese lungo il tracciato consecutivamente senza interruzione dei tempi tra un atleta e l'altro; il tempo totale così ottenuto ha laureato campione la nazionale russa di Tat'jana Ivanova, Al'bert Demčenko, Vladislav Južakov e Vladimir Machnutin davanti alla squadra tedesca formata da Tatjana Hüfner, Andi Langenhan, Tobias Wendl e Tobias Arlt e a quella italiana composta da Sandra Gasparini, Armin Zöggeler, Christian Oberstolz e Patrick Gruber.
| Pos. | Squadra    | Atleti                                                                   | Tempo    | Distacco |
| ---- | ---------- | ------------------------------------------------------------------------ | -------- | -------- |
|      | Russia     | Tat'jana Ivanova Al'bert Demčenko Vladislav Južakov / Vladimir Machnutin | 2'31"975 |          |
|      | Germania   | Tatjana Hüfner Andi Langenhan Tobias Wendl / Tobias Arlt                 | 2'32"208 | +0"233   |
|      | Italia     | Sandra Gasparini Armin Zöggeler Christian Oberstolz / Patrick Gruber     | 2'32"218 | +0"243   |
| 4    | Austria    | Nina Reithmayer Manuel Pfister Peter Penz / Georg Fischler               | 2'32"918 | +0"943   |
| 5    | Slovacchia | Viera Gbúrová Jozef Ninis Ján Harniš / Branislav Regec                   | 2'34"484 | +2"509   |
| 6    | Lettonia   | Elīza Tīruma Kristaps Mauriņš Andris Šics / Juris Šics                   | 2'35"583 | +3"608   |

## Medagliere
| Posizione | Paese    | Oro | Argento | Bronzo | Totale |
| --------- | -------- | --- | ------- | ------ | ------ |
| 1         | Russia   | 2   | 0       | 0      | 2      |
| 2         | Germania | 1   | 3       | 3      | 7      |
| 3         | Austria  | 1   | 0       | 0      | 1      |
| 4         | Italia   | 0   | 1       | 1      | 2      |
| Totale    | Totale   | 4   | 4       | 4      | 12     |